# یوسف فوفانا (بازیکن فوتبال)
یوسف فوفانا (انگلیسی: Youssouf Fofana؛ زادهٔ ۱۰ ژانویهٔ ۱۹۹۹) بازیکن فوتبال اهل فرانسه است که برای باشگاه آ.ث.میلان بازی می‌کند.
وی همچنین در تیم‌های ملی فوتبال زیر ۱۹ سال فرانسه، زیر ۲۰ سال فرانسه و زیر ۲۱ سال فرانسه و فرانسه بازی کرده‌است.